# Honzak
Honzak je priimek v Sloveniji, ki ga je po podatkih Statističnega urada Republike Slovenije na dan 1. januarja 2010 uporabljalo 6 oseb.  

## Pomembni slovenski nosilci priimka
- Dragan Honzak (1926−2008), agronom, pomolog
- Franc Honzak (1884−1967), inženir, železničarski strok.
- Jasna Honzak-Jahić, literarna zgodovinarka
- Lidija Honzak, dr. kemije; menedžerka, mentorica, alpinistka
- Mojca Honzak, avtorica učbenikov literature (Književnost, Priročnik z vajami)
- Urška Honzak (1988), mestna svetnica Levice v Ljubljani, prevajalka in lektorica